# Petulai
Petulai is een bestuurslaag in het regentschap Muara Enim van de provincie Zuid-Sumatra, Indonesië. Petulai telt 2512 inwoners (volkstelling 2010).